# Nauen

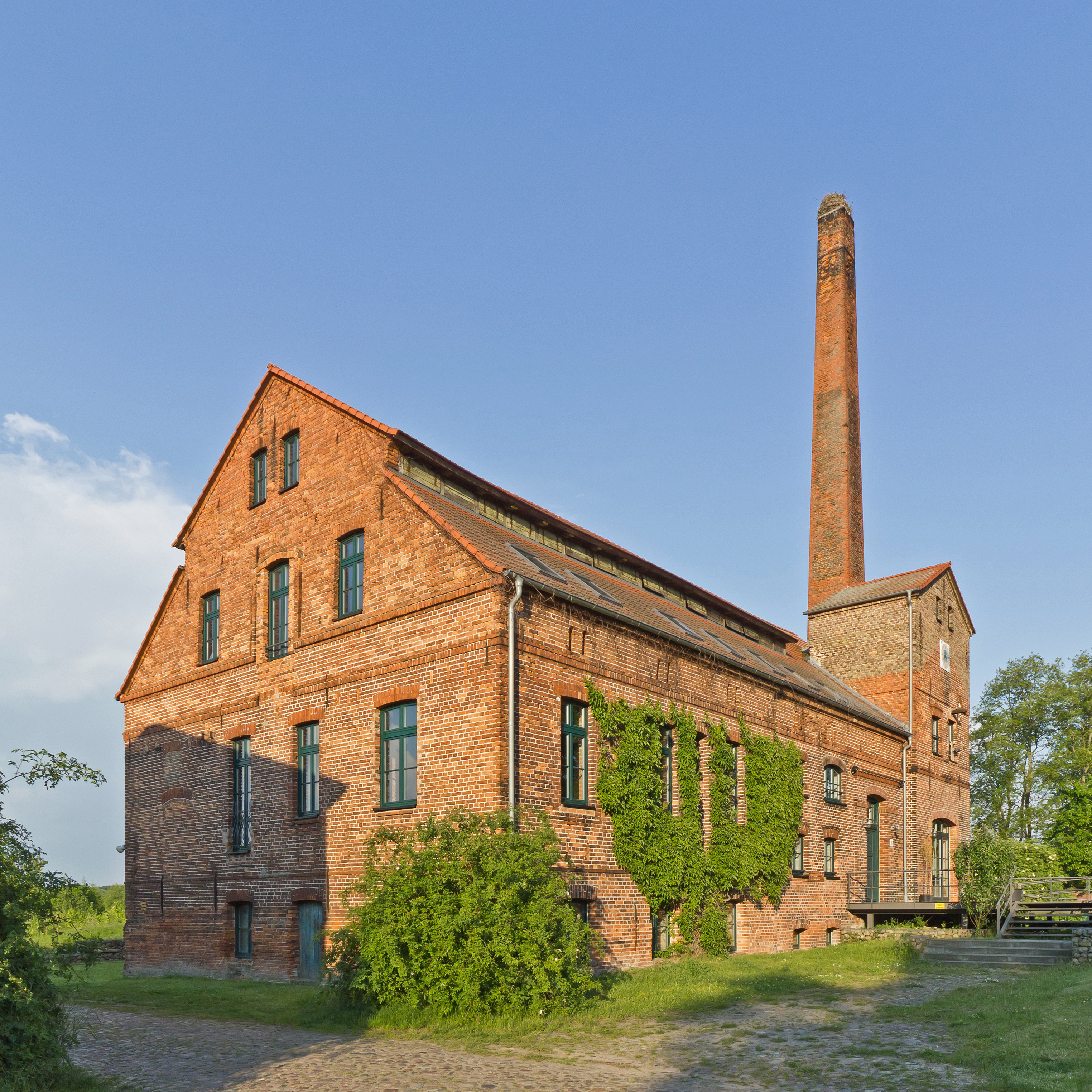

Nauen là một đô thị thuộc huyện Havelland, bang Brandenburg, Đức. 

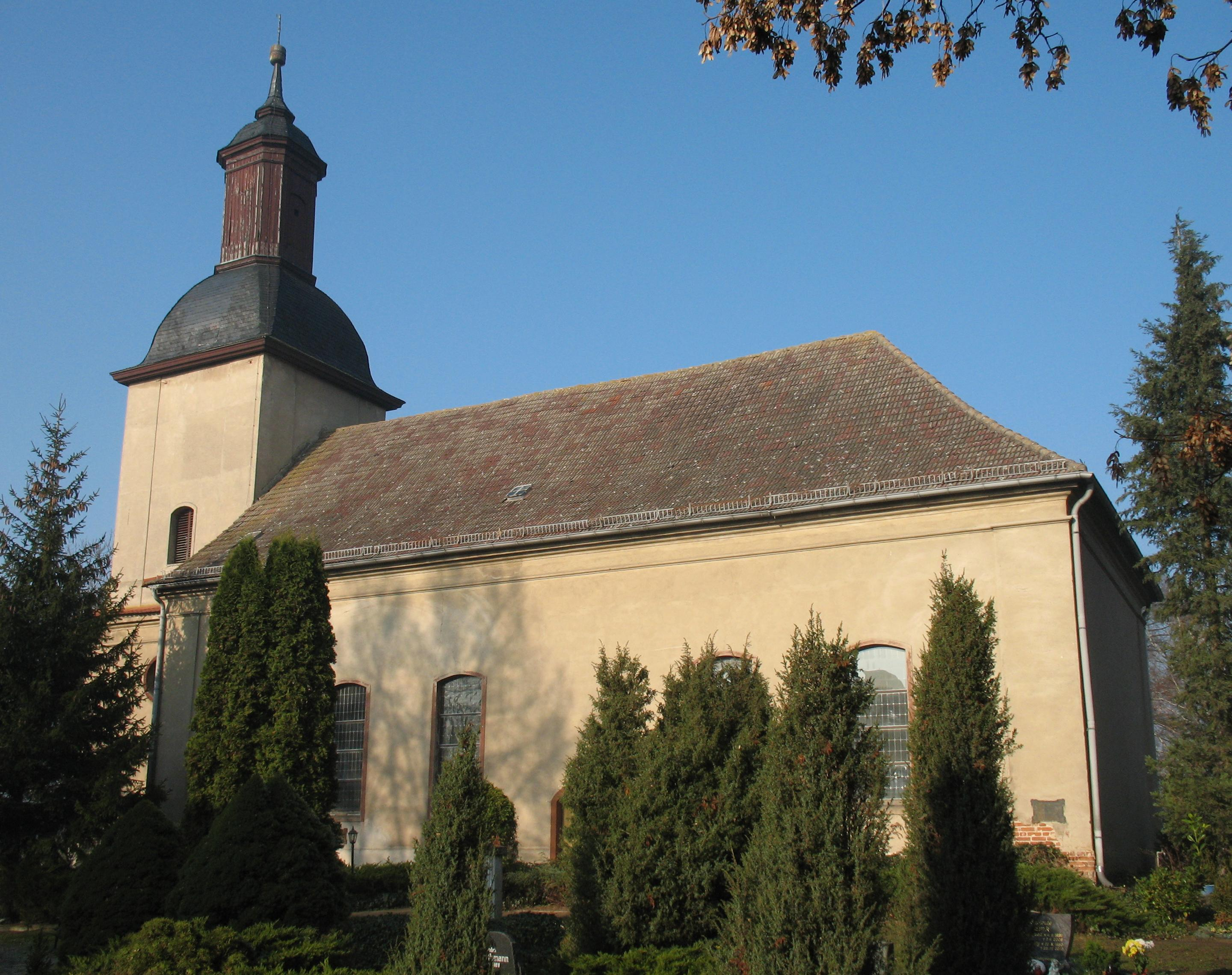